# Van Osinga

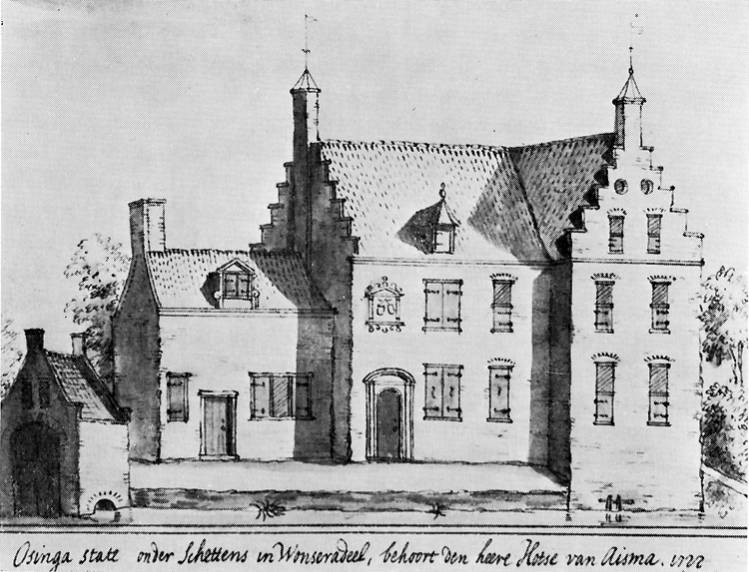
Osinga State te Schettens. Tekening van J. Stellingwerf

De familie Van Osinga is een Friese adellijke familie welke in 2021 nog steeds bestaat, maar onder de naam Osinga. 
Sydse Sybrens van Osinga zoon van Sybrand,  trouwde 29 juni 1628 met Tjets Tjallinghsdr Sixma in Langweer. Sydse en Tjets kregen in ong. 1628 een zoon genaamd Sybren Sydses Osingha (1628-1678). Sinds de geboorte van Sybren werd van weggelaten en sindsdien niet meer in de geboorteakte opgeschreven. Sybren was de enige van de familie die de naam doorgaf. Hij gaf de achternaam door aan zijn dochter Sjoukje Sytzes Osinga (1665-?). Sinds Sjoukje zijn er al elf nieuwe generaties in 2021 van (van) Osinga.  
Een belangrijke tak woonde in Schettens en bekleedde enige generaties lang het ambt van grietman.
De bekendste ervan was Sijbrand van Osinga (1563-1623). 
Zijn portret-grafzerk van hem en zijn vrouw, behoort tot de absolute top van beeldhouwkunst op dit gebied. Deze renaissance zerk is gemaakt door de sublieme steenhouwer Pieter Claas Antiek.
Sijbrand woonde, net als zijn voorouders, in Schettens op de Osinga State. Van deze state is een afbeelding bewaard gebleven.
In Schettens is de belangrijkste straat (Van Osingaweg) vernoemd naar deze familie.
Zijn zoon Sijds van Osinga werd in 1619 grietman van Doniawerstal. Hij woonde in Langweer op de naar hem genoemde Osinga State. Deze state werd na de oorlog opnieuw opgebouwd en fungeerde lange tijd als gemeentehuis.

## Enkele telgen
- Sybrand van Osinga (1553-1623), grietman van Wonseradeel, gedeputeerde. Bewoner van Osinga State te Schettens.
- Sijds van Osinga (ong. 1590-ong.1664), grietman van Doniawerstal, gedeputeerde. Bewoner van Osinga State te Langweer.